# Stephan Grabbe

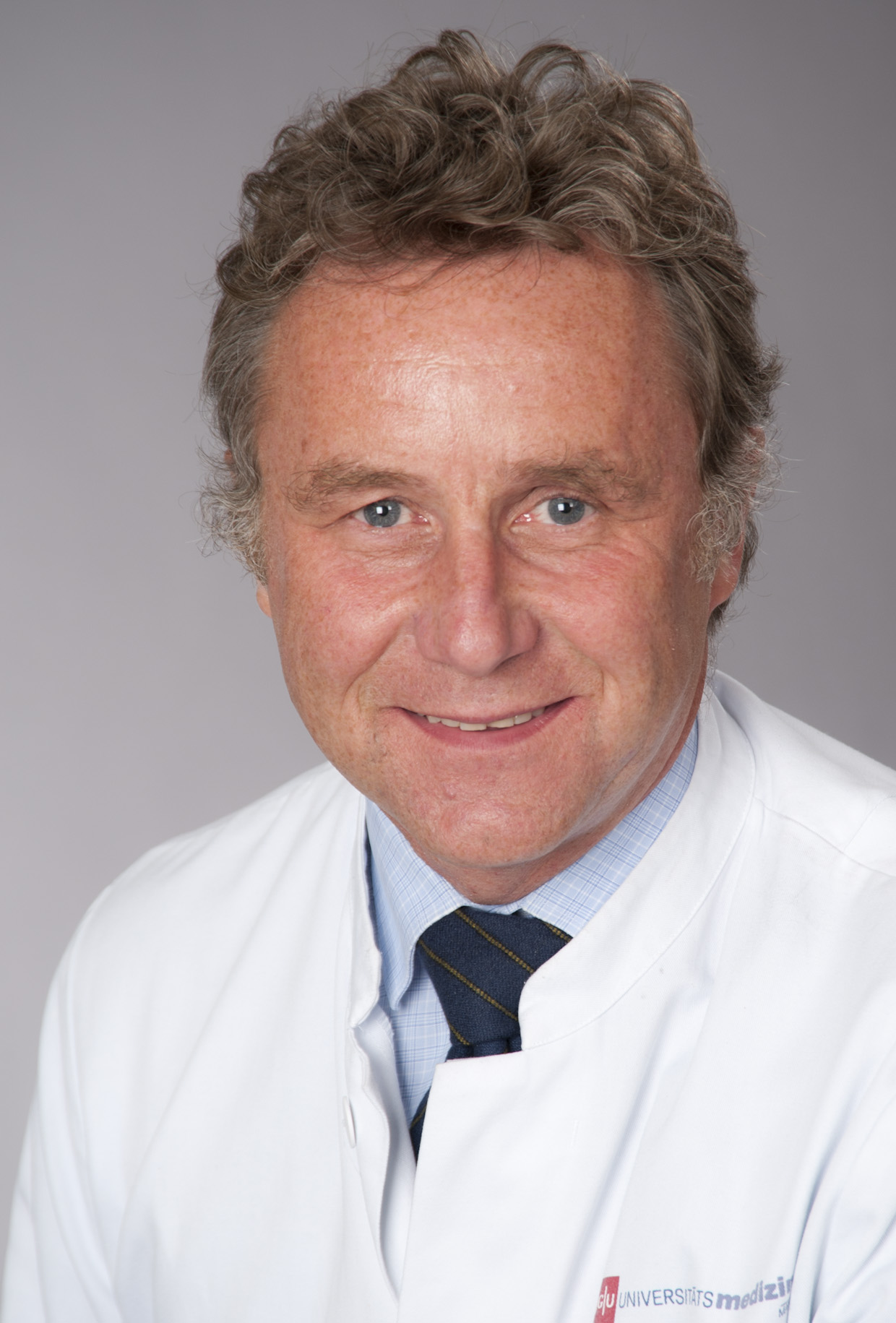
Stephan Grabbe

Stephan Grabbe (* 7. Juli 1961 in Herford) ist ein deutscher Mediziner, Universitätsprofessor für Dermatologie, Venerologie und Allergologie, Direktor der Hautklinik und Poliklinik der Universitätsmedizin der Johannes Gutenberg-Universität Mainz. Er ist bekannt für seine Arbeiten auf den Gebieten der Biologie der Antigenpräsentation, insbesondere der Funktion dendritischer Zellen, der Struktur, Kinetik und Dynamik der Zell-Zell-Interaktion während der Antigenpräsentation sowie der Immuntherapie, insbesondere des malignen Melanoms.

## Leben
Grabbe begann das Studium der Medizin an der Universität Münster 1980. 1982 immatrikulierte er sich dort auch für das Fach Philosophie, für das er 1984 das Grundstudium abschloss. 1987 wurde er als Arzt approbiert und wurde im selben Jahr in Münster mit summa cum laude zum Doktor der Medizin promoviert. Während des Studiums absolvierte er ein zweisemestriges Studium an der University of Wales, College of Medicine in Cardiff, Großbritannien (DAAD-Stipendium). 1988 schloss er das Amerikanische Staatsexamen für Mediziner ab (FMGEMS). 1989–92 arbeitete er als Postdoctoral Research Fellow am Department of Dermatology, Wellman Laboratories of Photomedicine, & MGH-Harvard Cutaneous Biology Research Center an der Harvard Medical School, Boston. 1992–94 war er wissenschaftlicher Mitarbeiter am Zentrum für Dermatologie der Universität Münster und übernahm dort 1994 die Leitung einer eigenen Arbeitsgruppe zur Etablierung eines Forschungslabors für Dermato-Immunologie und Tumor-Immunologie. 1996 wurde Grabbe in Münster habilitiert und erhielt die Venia legendi. Im selben Jahr wurde er Oberarzt und übernahm die Leitung der Phlebologischen Ambulanz/Ulcussprechstunde mit den persönlichen klinischen Schwerpunkten: Allgemeine Dermatologie, Photodermatologie, Immundermatologie, Allergologie, Phlebologie und chronische Wunden. 1998–99 war Grabbe Heisenberg-Stipendiat der Deutschen Forschungsgemeinschaft und Gastwissenschaftler am Skin Disease Research Center, Brigham and Womens’ Hospital, Harvard University, Boston. Im Jahr 2000 erhielt er den Ruf auf eine C3-Professor für Dermatologie und Dermato-Onkologie der Universität Münster. 2003–07 hatte Grabbe eine C4-Professur am Lehrstuhl für Dermatologie, Venerologie und Allergologie an der Universität Duisburg-Essen inne, verbunden mit der Position als Direktor der Klinik und Poliklinik für Dermatologie, Venerologie und Allergologie. 2007 wechselte er auf eine W3-Professur, Lehrstuhl für Dermatologie, Venerologie und Allergologie der Johannes Gutenberg-Universität Mainz. Seine Schwerpunkte sind Allgemeine Dermatologie, Dermato-Onokologie, Immundermatologie, Phlebologie und chronische Wunden. Grabbe ist seit 2009 Leitung des „Naturwissenschaftlich-medizinischen Forschungszentrums“ (NMFZ) der Johannes Gutenberg-Universität Mainz, seit 2010 zunächst stellvertretender Sprecher, seit 2016 einer der Sprecher des „Forschungszentrums für  Immuntheapaie“ (FZI) der Johannes Gutenberg-Universität Mainz, Sprecher des SFB1066, stv. Sprecher des SFB TRR156, im Vorstand des „Universitären Tumor-Centrums“ (UCT) der Universitätsmedizin Mainz, Mitglied des „Gutenberg Forschungskollgeg“ der Johannes Gutenberg-Universität und war 2008–2011 und 2020–2023 Mitglied des Senats der Johannes Gutenberg-Universität Mainz. Seit 2021 ist es zudem „adjunct Clinician Scientist“ des Instituts für Molekulare Biologie (IMB) der Johannes Gutenberg-Universität Mainz.
Er lebt in Mainz, ist seit 1989 verheiratet und hat aus der Ehe zwei Kinder.
Grabbes aktuelle Tätigkeitsbereiche umfassen Management: Leitung der Universitäts-Hautklinik, klinische Versorgung: Tätigkeit als Dermatologe mit Schwerpunkt Dermato-Onkologie, klinische Forschung: Leitung von klinischen Studien zur Immuntherapie von Hauttumoren, Therapie von entzündlichen Hautkrankheiten, Grundlagenforschung: Leitung eines Forschungslabors für Immundermatologie und Tumor-Immunologie, Lehre: Vorlesungen und Praktika in den Bereichen Dermatologie und Immunologie für Medizinstudenten.

## Wissenschaftlicher Beitrag
Grabbe konnte erstmals nachweisen, dass dendritische Zellen („dendritic cells“, DC) der Haut für die Erzeugung von Tumor-Immunantworten von entscheidender Bedeutung sind. Er gehörte zu den ersten Wissenschaftlern, der DC für die Behandlung des fortgeschrittenen Melanoms bei Patienten anwendete. Die Immuntherapie des Melanoms bildet darüber hinaus einen langjährigen Schwerpunkt der wissenschaftlichen Arbeit sowohl im Labor als auch in der klinischen Prüfung neuer Behandlungsverfahren beim Patienten. Gemeinsam mit anderen Wissenschaftlern wies er nach, dass DC der Haut engen Kontakt zu Nervenzellen haben und von diesen in ihrer Funktion beeinflusst werden können. Ferner zeigte er, dass DC eine besondere Art der physikalischen Interaktion mit T-Zellen haben („immunologische Synapse“), die sich von der Art, wie beispielsweise B Zellen mit T-Zellen interagieren, deutlich unterscheidet. Für diese Interaktion, aber auch für die Funktion von DC im Allgemeinen und für deren Wanderung der Zellen aus dem Blut in Gewebe, sind Integrine und Selektine von großer Bedeutung.
Neben der Analyse der Funktion dendritischer Zellen beschäftigt sich Grabbe wissenschaftlich auch mit den Grundlagen der Entstehung von Allergien und Autoimmunerkrankungen in der Haut. Hier konnte er beispielsweise zeigen, dass Kontaktallergene neben ihrer Eigenschaft, dass Immunsystem allergen-spezifisch zu aktivieren, zudem noch die Fähigkeit zur unspezifischen Aktivierung von Entzündungsprozessen besitzen müssen, um überhaupt als Allergen wirken zu können.

## Forschungsprojekte
Als Direktor der Hautklinik der Universitätsmedizin Mainz leitet Grabbe ein grundlagenwissenschaftliches Forschungslabor mit ca. 50 Mitarbeiterinnen und Mitarbeitern, deren inhaltliche Schwerpunkte die Erforschung der immunologischen Grundlagen von Hauterkrankungen, aber auch der Funktion des Immunsystems im Allgemeinen sind. Besondere Expertise besteht in den Bereichen Dendritische Zellen/Antigenpräsentation und regulatorische T-Zellen. Weiterhin betreibt die Klinik ein klinisches Forschungszentrum, in welchem jährlich mehr als 50 klinische Studien im Bereich aller relevanten Hauterkrankungen und Hauttumoren durchgeführt werden. Die Hautklinik wirbt jährliche Drittmittel in Höhe von ca. 3 Mio. Euro ein. Wissenschaftler der Klinik sind an drei von der Deutschen Forschungsgemeinschaft geförderten Sonderforschungsbereichen (SFB1066, SFB TR156, SFB TR128) und zwei inneruniversitären Forschungsschwerpunkten, dem „Forschungszentrum Immunologie“ und dem „Centrum für Thromboseforschung und Hämostaseologie“ beteiligt.
Seit 2013 ist Grabbe stellvertretender Sprecher, seit 2021 Sprecher des Sonderforschungsbereichs SFB 1066 „Nanodimensionale Therapeutika für die Tumortherapie“ der Johannes Gutenberg-Universität und seit 2015 stellvertretender Leiter des Sonderforschungsbereichs SFB TR156 „The skin as sensor and effector organ orchestrating local and systemic immune reactions“ der Universitäten Heidelberg, Mainz und Tübingen.

## Mitgliedschaften in internationalen wissenschaftlichen Vereinigungen
Grabbe ist Mitglied von mehr als zehn medizinisch-wissenschaftlichen Fachgesellschaften, u. a. seit 2009 Mitglied des Vorstands der „Arbeitsgemeinschaft Dermatologische Onkologie“ (ADO). Er ist Mitglied des Editorial Boards mehrerer nationaler und internationaler Fachzeitschriften und Gutachter für eine Reihe von wissenschaftlichen Journalen und Forschungsförderorganisationen.

## Publikationen
Grabbe veröffentlichte mehr als 400 Fachartikel in medizinischen Fachjournalen mit peer-review. Die Gesamt-„Impactpunkte“ der publizierten Arbeiten sind >1.000. Gesamt-„Zitationen“ (ResearchGate) belaufen sich auf >15.000.
- ResearchGate Publikationsliste[13].